# Serra Leoa nos Jogos Olímpicos de Verão de 2020
Serra Leoa deverá competir nos Jogos Olímpicos de Verão de 2020 em Tóquio. Originalmente programados para ocorrerem de 24 de julho a 9 de agosto de 2020, os Jogos foram adiados para 23 de julho a 8 de agosto de 2021, por causa da pandemia COVID-19. Será a 14ª aparição olímpica do país, que disputa desde 1968, tendo perdido apenas duas edições. Serra Leoa não enviou atletas aos Jogos Olímpicos de Verão de 1972, em Munique, e se juntou ao restante das nações africanos no boicote aos Jogos Olímpicos de Verão de 1976, em Montreal.

## Competidores
Abaixo está a lista do número de competidores nos Jogos.
| Esporte   | Masculino | Feminino | Total |
| --------- | --------- | -------- | ----- |
| Atletismo | 0         | 1        | 1     |
| Judô      | 1         | 0        | 1     |
| Natação   | 1         | 1        | 2     |
| Total     | 2         | 2        | 4     |

## Atletismo
Serra Leoa recebeu uma vaga de Universalidade da World Athletics para enviar uma atleta feminina aos Jogos.
- Nota– As posições para os eventos de pista são em relação à bateria do atleta
- Q = Qualificado para a próxima fase
- q = Qualificado para a próxima fase como o perdedor mais rápido ou, em eventos de campo, pela posição sem atingir o alvo para qualificação
- NR = Recorde nacional
- N/A = Fase não aplicável para o evento
- Bye = Atleta não precisou disputar aquela fase

Eventos de pista e estrada
| Atleta         | Evento         | Eliminatória | Eliminatória | Quartas-de-final | Quartas-de-final | Semifinal | Semifinal | Final     | Final   |
| Atleta         | Evento         | Resultado    | Posição      | Resultado        | Posição          | Resultado | Posição   | Resultado | Posição |
| -------------- | -------------- | ------------ | ------------ | ---------------- | ---------------- | --------- | --------- | --------- | ------- |
| Hafsatu Kamara | 100 m feminino |              |              |                  |                  |           |           |           |         |

## Judô
Serra Leoa recebeu um convite da Comissão Tripartite da International Judo Federation para enviar Frederick Harris na categoria meio-médio (81 kg) para as Olimpíadas, marcando a estreia da nação no esporte.
Masculino
| Atleta           | Evento | Fase de 32           | Oitavas-de-final     | Quartas-de-final     | Semifinais           | Repescagem           | Final / BM           | Final / BM |
| Atleta           | Evento | Adversário Resultado | Adversário Resultado | Adversário Resultado | Adversário Resultado | Adversário Resultado | Adversário Resultado | Posição    |
| ---------------- | ------ | -------------------- | -------------------- | -------------------- | -------------------- | -------------------- | -------------------- | ---------- |
| Frederick Harris | –81 kg |                      |                      |                      |                      |                      |                      |            |

## Natação
Serra Leoa recebeu convites de universalidade da FINA para enviar seus nadadores melhor ranqueados (um por gênero) em seus respectivos eventos individuais para as Olimpíadas, baseado no Sistema de Pontos da FINA de 28 de junho de 2021.
| Atleta       | Evento               | Eliminatórias | Eliminatórias | Semifinal | Semifinal | Final | Final   |
| Atleta       | Evento               | Tempo         | Posição       | Tempo     | Posição   | Tempo | Posição |
| ------------ | -------------------- | ------------- | ------------- | --------- | --------- | ----- | ------- |
| Joshua Wyse  | 50 m livre masculino |               |               |           |           |       |         |
| Tity Dumbuya | 50 m livre feminino  |               |               |           |           |       |         |